# Наукові записки НаУКМА
«Наукові записки НаУКМА» — наукове фахове видання, що виходить у Національному університеті «Києво-Могилянська академія». Публікує статті з усіх галузей знань. Цей журнал має 13 тематичних серій і є рецензованим журналом відкритого доступу. Входить до «Переліку наукових фахових видань, в яких можуть публікуватися результати дисертаційних робіт на здобуття наукових ступенів доктора і кандидата наук». Мови публікацій — українська та англійська.

## Загальна редакційна колегія
- Квіт С. М., д-р філол. наук — відповідальний редактор (НаУКМА)
- Моренець В. П., д-р філол. наук — заступник відповідального редактора, голова редколегії випуску «Філологічні науки» (НаУКМА)
- Брюховецький В. С., д-р філол. наук (НаУКМА)
- Панченко В. Є., д-р філол. наук (НаУКМА)
- Ткачук М. Л., д-р філос. наук — голова редколегії випуску «Філософія та релігієзнавство» (НаУКМА)
- Лук'яненко І. Г., д-р ек. наук — голова редколегії випуску «Економічні науки» (НаУКМА)
- Кірсенко М. В., д-р іст. наук — голова редколегії випуску «Історичні науки» (НаУКМА)
- Собуцький М. А., д-р філол. наук — голова редколегії випуску «Теорія та історія культури» (НаУКМА)
- Якушик В. М., д-р політ. наук — голова редколегії випуску «Політичні науки» (НаУКМА)
- Козюбра М. І., д-р юр. наук — голова редколегії випуску «Юридичні науки» (НаУКМА)
- Оксамитна С. М., д-р філос. наук — голова редколегії випуску «Соціологічні науки» (НаУКМА)
- Бурбан А. Ф., д-р хім. наук — голова редколегії випуску «Хімічні науки і технології» (НаУКМА)
- Глибовець М. М., д-р фіз.-мат. наук — голова редколегії випуску «Комп'ютерні науки» (НаУКМА)
- Терновська Т. К., д-р біол. наук — голова редколегії випуску «Біологія та екологія» (НаУКМА)
- Голод П. І., д-р фіз.-мат. наук — голова редколегії випуску «Фізико-математичні науки» (НаУКМА)
- Яковенко Н. М., д-р іст. наук — голова редколегії випуску «Київська Академія» (НаУКМА)
- Гірник А. М., канд. філос. наук — голова редколегії випуску «Педагогічні, психологічні науки та соціальна робота» (НаУКМА)

## Історія часопису
Часопис засновано в 1996 році як фахове наукове видання, що публікує статті з усіх галузей знання. Має 13 тематичних серій. Наукові записки НаУКМА ввійшли до «Переліку наукових фахових видань, в яких можуть публікуватися результати дисертаційних робіт на здобуття наукових ступенів доктора і кандидата наук». Має електронну версію, що цілковито повторює друкований варіант.
Журнал є рецензованим журналом відкритого доступу.